# وتمکولم
وتمکولم (به انگلیسی: Vattamkulam) یک زیستگاه انسانی در هند است که در Malappuram district واقع شده‌است.